# Svend Jørgensen (borgmester)
 Der er flere personer med dette navn, se Svend Jørgensen.
Svend Jørgensen (født 5. marts 1945) er en tidligere dansk politiker, der var borgmester i Karup Kommune fra 1998 til 2001, valgt for Venstre.

## Tømmerhandler
Svend Jørgensen er søn af Gunnar Jørgensen, der drev familiefirmaet Frederiks Tømmerhandel i den midtjyske by Frederiks. Svend overtog farens del af firmaet i 1968. To år efter lukkede han firmaets savværk, og nogle år senere blev også maskinsnedkeriet lukket. Et byggemarked blev åbnet i 1972.
I 1986 købte Svend Jørgensen hele firmaet bag Frederiks Tømmerhandel. Da han i perioden fra 1998 til 2001 var borgmester i Karup Kommune, blev en bestyrer ansat til den daglige ledelse af byggemarkedet. Svend Jørgensen havde ikke børn der ønskede at drive familievirksomheden videre, og han solgte 1. december 2005 firmaet til Diges Byggemarked fra Skive. Efter salget fortsatte Jørgensen med at fungere som selvstændig indenfor import af træ.

## Politik
Ved Kommunalvalget i 1997 valgte Svend Jørgensen at opstille som borgmesterkandidat i Karup Kommune for Venstre, mod den siddende borgmester og partifælle Ivan Rasmussen. Efter valget indgik Jørgensen en konstitueringsaftale med Dansk Folkepartis spidskandidat Christian H. Hansen, der gjorde Jørgensen til ny borgmester og Hansen til viceborgmester. Svend Jørgensens fik kun én valgperiode som borgmester, da han i efteråret 2001 tabte valget til den tidligere borgmester Kjeld Merstrand fra Socialdemokratiet.